# 大垣市鶴見斎場
大垣市鶴見斎場（おおがきしつるみさいじょう）は、岐阜県大垣市鶴見町にある、大垣市が運営する火葬場、斎場である。
大垣市の公営の火葬場、斎場は3ヶ所あり、その一つである。

## 概要
- 1978年（昭和53年）竣工[1]。
- 延床面積は2564.17m2[2]
- 大垣市外居住者も使用可能であるが、市内居住者とは使用料が異なる。

### 施設概要
- 火葬炉：7基[1]
- 第一式場[3]
- 第一遺族控室
- 第一僧侶等控室
- 第一控室
- 第二式場[3]
- 第二遺族控室
- 第二僧侶等控室
- 第二控室
- 第三式場[3]
- 第三遺族控室
- 和室（1 - 4）[3]
- 斎室（1・2）[3]
- 遺体安置室[3]

### 施設利用案内
- 住所：岐阜県大垣市鶴見町581番地
- 休館日：1月1日、1月2日、市長の指定する日[4]
- 火葬料金：下記料金は大垣市居住者の場合[3]
  - 満12歳以上：5,000円
  - 満12歳未満：4,000円
  - ペット（へい獣）：1,100円

## 交通アクセス

### 公共交通機関
- 名阪近鉄バス「総合体育館」バス停下車、徒歩約3分。

### 道路
- 国道21号和合ICより県道50号を南下し、「中ノ江」交差点を右折。

## 周辺施設
- 大垣市総合体育館
- 三城公園
- ソフトピアジャパン